# Albania (La Guajira)
Pour les articles homonymes, voir Albania.
Albania est une municipalité située dans le département de La Guajira, en Colombie.

## Démographie
Selon les données récoltées par le DANE lors du recensement de la population colombienne en 2005, Albania compte une population de 19 429 habitants.

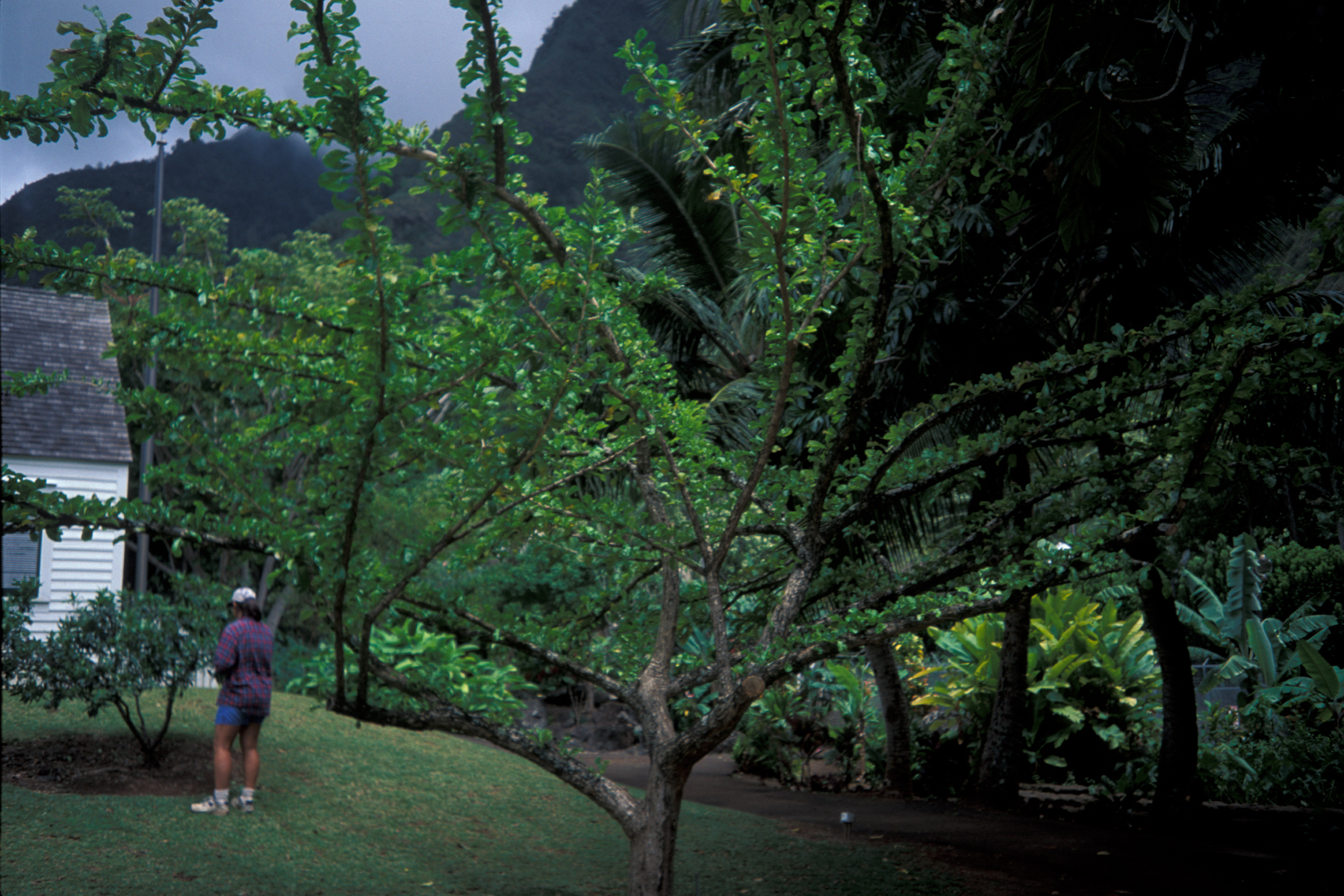
Les Crescentia cujete (arbres à calebasse) familièrement connus sous le nom de Calabazos, prénom de l'Albanie.

## Liste des maires
- 2008 - 2011 : Yan Keller Hernández Erazo
- 2012 - 2015 : Oneida Rayeth Pinto Pérez (es)
- 2016 - 2019 : Pablo Parra Córdoba
- 2020 - 2023 : Nestor Alfonso Sáenz González[2]